# Carl von Brühl
Carl (o Karl) Friedrich Moritz Paul von Brühl (Pförten, 18 maggio 1772 – Berlino, 9 agosto 1837) è stato un regista teatrale tedesco.

## Biografia
Amico di Goethe, che, come sovrintendente generale dei teatri reali prussiani, aveva una certa importanza nella storia dello sviluppo del dramma in Germania. Era un membro della potente famiglia tedesca von Brühl.

## Famiglia
Brühl era figlio di Hans Moritz von Brühl (1746-1811) e sua moglie, Margarethe Schleierweber. Hans Moritz von Brühl era un colonnello del servizio francese che, dopo la rivoluzione del 1789, lasciò il paese per diventare ispettore generale del Brandeburgo e della Pomerania. Margarethe Schleierweber von Brühl, famosa per la sua bellezza e le sue doti intellettuali, era figlia di un caporale francese. Il nonno paterno di Carl von Brühl era Heinrich von Brühl, uno statista alla corte della Confederazione polacco-lituana.